# Leucochrysa garridoi
Leucochrysa garridoi är en insektsart som först beskrevs av Alayo 1968.  Leucochrysa garridoi ingår i släktet Leucochrysa och familjen guldögonsländor. Inga underarter finns listade i Catalogue of Life.